# Willye White
Willye B. White (Money (Mississippi), 31 december 1939 – Chicago, 6 februari 2007) was een Amerikaanse atlete, die was gespecialiseerd in het verspringen en de 100 m. Ze vertegenwoordigde Amerika vijfmaal op de Olympische Spelen en was de eerste Amerikaanse vrouw die hierin slaagde.

## Biografie
White werd grootgebracht door haar grootouders en hielp met katoen plukken om geld voor haar familie te verdienen. Haar talenten vielen reeds op tienjarige leeftijd op. Als zestienjarige tweedejaars studente aan de Broad Street High School in Greenwood won ze in 1956 op de Olympische Spelen van Melbourne een zilveren medaille bij het verspringen. In 1959 studeerde ze af en nog in datzelfde jaar verbeterde ze het Amerikaanse record verspringen; vervolgens bleef zij gedurende zestien jaar nationaal recordhoudster. Ook won ze dat jaar op haar favoriete onderdeel bij de Pan-Amerikaanse Spelen een bronzen medaille. Vier jaar later, in 1963, was ze bij de Pan-Amerikaanse Spelen met 6,15 zelfs de beste.
Dat ze ook goed kon sprinten, bewees Willye White op de Olympische Spelen in Tokio in 1964, waar ze haar tweede zilveren plak veroverde, ditmaal op de 4 x 100 m estafette, samen met Wyomia Tyus, Marilyn White en Edith McGuire. In totaal maakte ze gedurende haar atletiekcarrière meer dan dertig maal deel uit van internationale Amerikaanse atletiekteams en won ze bijna een dozijn nationale verspringtitels. In 1999 benoemde Sports Illustrated voor vrouwen haar tot een van de 100 grootste atletes van de 20e eeuw.
Haar persoonlijke record bij het verspringen is 6,55 en ze verbeterde het Amerikaanse record zevenmaal. Ze ontving tijdens haar leven vele prijzen en erebenoemingen. In 1991 stichtte ze de Willye White Foundation om meisjes te helpen hun zelfrespect te ontwikkelen en productievere burgers te worden binnen hun leefgemeenschap.
White overleed op 67-jarige leeftijd aan de gevolgen van alvleesklierkanker.

## Kampioenschappen

### Internationale kampioenschappen
| Onderdeel   | Titel                              | Jaar |
| ----------- | ---------------------------------- | ---- |
| verspringen | Pan-Amerikaanse Spelen kampioene   | 1963 |
|             | Pacific Conference Games kampioene | 1969 |
|             | Australisch kampioene              | 1965 |

### Amerikaanse kampioenschappen
Outdoor
| Onderdeel   | Jaar                                                       |
| ----------- | ---------------------------------------------------------- |
| verspringen | 1960, 1961, 1962, 1964, 1965, 1966, 1968, 1969, 1970, 1972 |

Indoor
| Onderdeel   | Jaar             |
| ----------- | ---------------- |
| 50 m        | 1961, 1962, 1963 |
| verspringen | 1962             |

## Persoonlijke records
| Onderdeel   | Prestatie | Jaar |
| ----------- | --------- | ---- |
| 100 m       | 11,5 s    | 1964 |
| verspringen | 6,55 m    | 1964 |

## Palmares

### 50 m
- 1961:  Amerikaanse kamp. – 6,0 m
- 1962:  Amerikaanse kamp. – 5,9 m
- 1963:  Amerikaanse kamp. – 5,9 m

### verspringen
- 1956:  OS – 6,09 m
- 1959:  Pan-Amerikaanse Spelen – 5,70 m
- 1960:  Amerikaanse kamp. – 5,83 m
- 1960: 16e OS – 5,77 m
- 1961:  Amerikaanse kamp. – 6,08 m
- 1962:  Amerikaanse indoorkamp. – 5,95 m
- 1962:  Amerikaanse kamp. – 6,17 m
- 1963:  Pan-Amerikaanse Spelen – 6,15 m
- 1963:  Amerikaanse kamp. – 5,91 m
- 1964:  Amerikaanse kamp. – 6,42 m
- 1964: 12e OS – 6,07 m
- 1965:  Australische kamp. – 6,35 m
- 1965:  Amerikaanse kamp. – 6,23 m
- 1966:  Amerikaanse kamp. – 6,28 m
- 1967:  Pan-Amerikaanse Spelen – 6,17 m
- 1968:  Amerikaanse kamp. – 6,38 m
- 1968: 11e OS – 6,08 m
- 1969:  Pacific Conference Games – 6,26 m
- 1969:  Amerikaanse kamp. – 6,01 m
- 1970:  Amerikaanse kamp. – 6,42 m
- 1972:  Amerikaanse kamp. – 6,25 m
- 1972: 11e OS – 6,27 m

### 4 x 100 m
- 1964  OS – 43,9 s